# Iwa-jinja
L'Iwa-jinja (伊和神社) est un sanctuaire shinto situé à Shisō, dans la préfecture de Hyōgo sur l'île de Honshu.
L'Iwa-jinja est le sanctuaire principal (ichinomiya) de l'ancienne province de Harima. Il est à présent un des ichinomiya de la préfecture de Hyōgo. La divinité shintō qui y est vénérée est Ōkuninushi  (大国主).

## Source de la traduction
- (en) Cet article est partiellement ou en totalité issu de l’article de Wikipédia en anglais intitulé « Iwa jinja » (voir la liste des auteurs).